# Bocșa Mică
Bocșa Mică – wieś w Rumunii, w okręgu Hunedoara, w gminie Certeju de Sus. W 2011 roku liczyła 128 mieszkańców.